# برنت هاس
برنت هاس (انگلیسی: Bernt Haas؛ زادهٔ ۸ آوریل ۱۹۷۸) بازیکن فوتبال اهل سوئیس است.
از باشگاه‌هایی که در آن بازی کرده‌است می‌توان به باشگاه فوتبال ساندرلند، باشگاه فوتبال سنت گالن، باشگاه فوتبال وست برومویچ آلبیون، باشگاه فوتبال گراس‌هاپر زوریخ، باشگاه فوتبال کلن، باشگاه فوتبال بازل، و باشگاه فوتبال باستیا اشاره کرد.
وی همچنین در تیم ملی فوتبال سوئیس بازی کرده‌است.